# Neuenkirchen (Steinfurt)
Neuenkirchen é um município da Alemanha localizado no distrito de Steinfurt, região administrativa de Münster, estado de Renânia do Norte-Vestfália.

## Personalidades
- Johannes Georg Bednorz (1950), Prémio Nobel de Física de 1987